# Jason von Nysa
Jason von Nysa (griechisch Ἰάσων Iásōn) war ein antiker griechischer Philosoph. Sein Vater stammte aus Nysa, seine Mutter aus Rhodos. Er lebte um die Mitte des 1. Jahrhunderts v. Chr. und zählte zur Schule der Stoiker.
Jason ist einzig durch einen Eintrag in der Suda, einer byzantinischen Enzyklopädie,  bekannt. Demnach war er Sohn eines Menekrates und mütterlicherseits ein Enkel des Poseidonios, dessen Schüler er auch war und dem er in der Leitung der stoischen Schule auf Rhodos folgte.
Die Suda nennt vier seiner Werke:
- Βίοι ἐνδόξων – Berühmte Leben
- Φιλοσόφων διαδοχαί – Nachfolger der Philosophen
- Βίος Ἑλλάδος – Das Leben von Griechenland, in 4 Bücher
- Περὶ Ῥόδου – Über Rhodos

Die Suda drückt Zweifel aus, ob das dritte Werk wirklich von ihm verfasst wurde. Felix Jacoby lehnte jedoch die Identifizierung mit dem vierbändigen Werk Περὶ τῆς ἑλλάδος eines Jason von Argos ab.